# Карнакский храм
Карнакский храм (Ипет-сут егип. Ipt-swt — «(наиболее) избранное место») — крупнейший храмовый комплекс Древнего Египта, главное государственное святилище Нового царства. Ансамбль включает храмы, посвящённые фиванской триаде — верховному богу Амону-Ра, его супруге Мут и сыну Хонсу. Расположен на территории древних Фив в современном Карнаке — небольшом селении, лежащем на восточном берегу Нила в 2,5 км от Луксора.
С 1979 года этот храм (вместе с Луксорским храмом и фиванскими некрополями) включён в список Всемирного наследия ЮНЕСКО.

## История
Первое свидетельство о существовании культа бога Амона-Ра в древнеегипетских Фивах относятся к эпохе Среднего царства. Это восьмигранная колонна, созданная при фараоне XI династии Иниотефе II и находящаяся ныне в Луксорском музее. Старейшее из сохранившихся зданий храмового комплекса было построено во времена XII династии, при фараоне Сенусерте I — это так называемая Белая капелла (храм-киоск из белого известняка), извлечённая из блоков в кладке III пилона.
Особого размаха строительные работы достигли в эпоху Нового царства. Первым масштабные работы по возведению здешних храмов проводил фараон XVIII династии Тутмос I, по приказу которого соорудили три пилона (VI, V и IV), колонный двор, небольшой зал и два обелиска из красного асуанского гранита, один из которых сохранился на своём месте по сей день. Старые памятники окружили стеной, и к ним при вратах пристроили здания из песчаника (пилоны IV и V). При его преемнике Тутмосе II появился ещё один пилон (VIII).
Храм существенно обновила дочь Тутмоса I и вдова Тутмоса II, женщина-фараон Хатшепсут. Она возвела VIII пилон, расширила храм богини Мут и добавила в центр комплекса её отца Красную капеллу — святилище божественной барки Амона-Ра из красного и чёрного гранита с настенными изображениями её коронации. Впоследствии святилище Хатшепсут было разрушено, использовано Аменхотепом III как строительный материал и перестроено в эллинистическую эпоху (при Александре Македонском и Филиппе III Арридее), но ныне воссозданное в Музее храмов под открытым небом.
Хатшепсут установила в Карнаке четыре гигантских обелиска, два из которых были помещены между пилонами Тутмоса I, включая сохранившийся до наших дней цельный блок из красного гранита высотой 30 метров. Они были самыми высокими из всех построенных ранее в Египте, пока их не заложил каменной кладкой Тутмос III. По-видимому, при ней для Карнака готовился и крупнейший из всех обелисков, который так и не был закончен. Высота его должна была составлять 41,8 метра, а вес — около 1200 тонн, что на треть превосходит крупнейшие обелиски, когда-либо возведённые в Египте.
Пасынок Хатшепсут Тутмос III, стремившийся превзойти свою предшественницу и уничтожавший память о ней (как в случае с обелисками), добавил VII пилон вдоль новой поперечной оси, придавшей изначально прямоугольному по планировке храму вытянутую Т-образную форму. К востоку от этого пилона во время раскопок в 1903 году открыли внушительный тайник, в котором нашли 17 тысяч бронзовых и 779 каменных статуй, а также другие собираемые веками артефакты, датируемые от V династии (XXVI век до н. э.) до Птолемеев.
Другие дополнения ансамбля при Тутмосе III включают двор со статуями фараона, большое священное озеро с ниломером, два обелиска (в том числе ныне находящийся в Стамбуле «обелиск Феодосия») и Ах-мену — колонный зал празднеств для церемоний хеб-сед, окружённый многочисленными часовнями и рельефами, изображавшими юбилейные приношения фараона своим 61 предкам. Этот «Карнакский царский список» после обнаружения археологами сыграл важную роль для восстановления хронологии древнеегипетской истории; впервые он был упомянут английским египтологом Джеймсом Бёртоном в 1825 году, а в 1840-х годах французский египтолог Эмиль Присс тайно демонтировал барельефы со списком и вывез их в Лувр, подкупив египетского чиновника. Колонны зала Ах-мену в виде огромных расписных шестов не имеют аналогов в египетской архитектуре.
Между VI пилоном и постройками Хатшепсут расположился «Зал анналов», на стенах которого были задокументированы «Анналы Тутмоса III» — военная хроника писца Танини, повествующая о 17 победоносных кампаниях фараона в Передней Азии. При Тутмосе III в Карнаке к северу от комплекса Амона-Ра построили также небольшой храм Птаха, достроенный в греко-римскую эпоху.
Правление этого фараона в Карнаке также отметилось изображениями «ботанического сада Тутмоса III» — художественно оформленной экспозиции фауны и флоры древнеегипетской державы периода её расцвета, включая завоёванные земли Нубии, Ханаана и Сирии.
Наиболее активное строительство велось в период правления фараона Аменхотепа III (ок. 1405–1367 годы до н. э.). В это время Карнак состоял из трёх отдельных, обнесённых кирпичными стенами, храмовых комплекса в честь Амона-Ра, его супруги Мут (на юге) и Монту (на севере). Неподалёку от храма Амона-Ра стоял небольшой храм лунного божества Хонсу (на юго-западе). Внутри и снаружи храма богини Мут стояли более 600 двухметровых статуй восседающей на троне богини-львицы Сехмет. У священного озера в честь восходящего солнца Хепри установлена колоссальная гранитная статуя жука-скарабея. Аменхотеп III приказал добавить III пилон, а его архитектор Аменхотеп-младший установил центральную колоннаду главного гипостильного зала.
Восточнее части, посвящённой Амону-Ра, фараоном Эхнатоном (Аменхотепом IV) возведён храм богу солнечного диска Атону (Гем-па-Атон), которого он сделал верховным божеством (атонизм) на период своего правления. Размеры его составляли 120×200 м, что было больше, чем площадь храма Амона-Ра. По указанию Эхнатона, все прочие храмы, кроме принадлежащего Атону, были закрыты. После его смерти, в правление Хоремхеба, храмы старых богов вновь открывались, а святилище Атона полностью снесено. Каменные блоки, из которых он был построен, использовались для возведения других храмов и сооружений. Некоторые из этих блоков, соединённых в виде постройки, можно увидеть в Луксорском музее.
При Хоремхебе прибавились II, IX и X пилоны, а также аллея сфинксов. Цари XIX династии Сети I и Рамсес II закончили начатый при Хоремхебе большой гипостильный зал в его нынешнем виде — за колоннадой Аменхотепа III выросли ещё семь рядов колонн. В 1899 году одиннадцать колонн упали цепной реакцией из-за размыва их основания грунтовыми водами. Жорж Легрен, бывший тогда главным археологом в тех местах, руководил восстановлением (закончено в мае 1902 года).
Расположенные на стенах зала рельефы были призваны изображать воинскую доблесть фараонов в их войнах с хеттами. Перед II пилоном Рамсес II установил две монументальные статуи самого себя, а дорогу от Нила до входа в храм выложил аллеей бараноголовых сфинксов. Преемник Рамсеса II, фараон Мернептах оставил на стенах храмового комплекса «большую карнакскую надпись» о своих сражениях против «народов моря», считающуюся длиннейшим из непрерывных монументальных текстов Древнего Египта. Сети II соорудил пилон перед храмом Мут и небольшое святилище в честь фиванской триады.
При XX династии Рамсес III достроил ещё два храма и начал перестройку храма Хонсу, законченную его преемником (впоследствии Херихор оставил здесь во внешнем дворе свои надписи, Птолемей III Эвергет построил сохранившиеся до наших дней большие ворота и стену, а Нектанеб I возвёл небольшой гипостильный зал — в итоге, из-за большого числа переделок храма в нём можно увидеть неподходящие и перевёрнутые элементы отделки).
Крупные строительные проекты в Карнаке возобновились только при фараоне нубийской династии Тахарке, который возвёл крупный храм-киоск перед II пилоном, два святилища Монту и одно — на территории комплекса Мут. Последовавшие фараоны XXVI—XXIX династий занимались реставрацией храмов и добавляли в них свои надписи.
Нектанеб I обнёс комплекс стеной из кирпича-сырца и установил I пилон, ныне являющийся входным. Нектанеб II, несмотря на персидские притеснения, успел соорудить пилон к востоку от древнего святилища, которое, таким образом, оказалось в самом центре зданий. Повреждения, нанесённые отвоевавшим Египет персидским царём Артаксерксом III, были исправлены после македонского завоевания первыми Птолемеями. При этой же эллинистической династии появились и часовня богини Ипет, врата перед храмом Хонсу, пилоны перед храмами Монту, Мут и Птаха. Однако при поздних Птолемеях началось падение храма, окончательно завершившееся землетрясением 27 года до н. э.
Строительные работы в Карнаке продолжались при фараонах последующих династий и в греко-римское время. Последний правитель, строивший на его территории, – римский император Домициан (81–96 годы н. э.).
С принятием христианства римским императором Константином I Великим и последовавшим закрытием языческих храмов при Константине II остатки древнеегипетских святилищ пришли в запустение. Впрочем, к этому моменту Карнак уже был практически заброшен, и его храмовый комплекс стал местом для христианских церквей, самым известным примером чего явилось повторное использование христианами зала празднеств Тутмоса III — на его стенах появились коптские надписи и изображения святых.

## Архитектура
Наиболее значительным зданием всего комплекса является храм Амона-Ра с его 10 пилонами, крупнейший из которых имеет длину 113 метров, ширину 15 метров и высоту около 45 метров. Общая площадь храма составляет ококоло 30 гектаров (четырёхугольник со сторонами в 530, 515, 530 и 610 метров). Помимо пилонов величественный вид представляет колонный зал, начатый при фараоне Хоремхебе и законченный в годы правления фараонов Сети I и Рамсеса II. Храмовые помещения состоят из трёх, окружённых стенами, частей: посвящённой Амону (Ипет-сут), посвящённой богу Монту (площадью в 2,34 га) и посвящённой богине Мут (площадью в 9,2 га).
Простой народ допускался только во двор храма, а в гипостильный зал попадали лишь избранные — высокие должностные лица, военачальники, писцы.
Кроме этих трёх, здесь был построен фараоном Эхнатоном, на шестой год правления, Гем-па-Атон[уточнить] — храм Атона.
В части, посвящённой Амону, находятся:
- большой храм Амона-Ра;
- храм бога Хонсу (размер 80х30 метров. Строительство начато при Рамсесе III, продолжено при Рамсесе IV, Рамсесе XI, закончено при Херихоре);
- «священная барка» Рамсеса II;
- храм Ипет (построен во времена царствования Птолемея VIII);
- небольшой храм бога Птаха;
- храм Аменхотепа II.

Здесь также находятся так называемая Белая капелла (старейшее сохранившееся здание комплекса, возведённое при Сенусерте I); Красная капелла (построенное при царице Хатшепсут здание, с настенными изображениями её коронации, сценами жертвоприношений и фиванскими религиозными празднествами); Алебастровая капелла (построенная при фараоне Тутмосе IV); храм Рамсеса III. Южнее центрального храмового здания лежит священное озеро размером 120×77 м. Уровень озера поддерживался исключительно за счёт грунтовых вод. Рядом с ним находилось небольшое помещение, где жили гуси — священные птицы Амона. Вода из озера использовалась жрецами для священного омовения статуй богов.
Часть, посвящённая богине Мут, лежит приблизительно в 350 метрах южнее центрального храма Амона-Ра, с которым связана малой аллеей бараноголовых 66 сфинксов, и имеет размеры 250×350 м. Здесь находится окружённый с трёх сторон Священным озером храм Мут, а также храм и «родильный дом» Рамсеса III. Входной портал в храм богини Мут был создан при фараоне Сети I. Рядом находился также храм Камутеф. В 1840 году эти храмы были в значительной степени разрушены с тем, чтобы использовать их как строительные материалы при возведении фабрики.
В античную эпоху Карнакский храм связали с Луксорской аллеей, по обеим сторонам которой были установлены сфинксы. В Карнаке эта дорога оканчивается у десятого храмового пилона. Дорога была известна под названием «Дорога фараонов» или «Путь бога», сейчас её называют аллеей сфинксов. Спустя много лет дорога пришла в запустение и скрылась под слоем песка. В 1949 году произошли первые находки засыпанных статуй сфинксов. Со временем находок стало больше. Египетские власти приняли решение о полномасштабной реставрации дороги, которая продолжалась несколько лет, и 25 ноября 2021 года состоялась торжественная церемония открытия аллеи сфинксов.

## Религиозное служение
После того, как древнеегипетский культ Амона-Ра постепенно превратился сперва в региональный, а затем и в государственный, фараоны эпохи раннего Среднего царства начинают строительство храмового комплекса (продолжавшееся более тысячи лет), в котором жрецы Амона могли бы с приличествующей им пышностью и торжественностью отправлять свои ежедневные службы. Как и для Амона, были возведены храмы для его супруги, богини Мут, и для их сына, лунного бога Хонсу. Вместе они образовывали так называемую фиванскую Триаду. Кроме них, в Карнаке также выстроен храм богу Монту, ставшему ещё при XI династии покровителем города Фивы.
C периода Нового царства ежегодно отмечался Праздник Опет — символическое бракосочетания Амона и Мут. Барки с изображениями этих богов и их ребёнка Хонсу (фиванская триада) перевозились из Карнакского храма в Луксорский (егип. Jpt-rst), расстояние между которыми около 2 км.

## Галерея
- Большой гипостильный зал
- Колонны гипостильного зала
- Общий вид
- Один из священных прудов
- Правый главный пилон
- Древняя дорога к луксорскому храму